# S2 Games
S2 Games是一个专注开发电脑游戏的游戏开发机构，由Marc "Maliken" DeForest投资，设在加利福尼亚的Rohnert Park。他们的第一作Savage: The Battle for Newerth于2003年夏天发行，是历史上第一个RTTS——即时战略射击游戏。续作 Savage 2: A Tortured Soul，2008年1月16日首先放出Windows版本。最新作品Heroes of Newerth是一个仿照魔兽争霸III著名场景DotA制作的游戏。

## 作品
引擎：
- Silverback
- K2

游戏：
- Savage: The Battle for Newerth (2003年) (Windows, Macintosh, Linux)
- Savage 2: A Tortured Soul (2008年) (Windows, Macintosh, Linux)
- Heroes of Newerth (2009年) (Windows, Macintosh, Linux)

## 大事记
- 2004，3个S2 Games成员离开并成立Offset Software
- 2006，S2 Games把与零售版本相同的Savage: The Battle for Newerth在自己网站上免费释放
- 2008，年初S2 Games发布Savage 2: A Tortured Soul；年末设立帐号制度，出现免费帐号
- 2009，beta测试Heroes of Newerth
- 2009，启动与Mod DB协作的活动